# Records Eredivisie seizoen 2007/08
Hier staan noemenswaardige records van de Eredivisie gedurende het seizoen 2007/2008.

## Wedstrijden
- Meest doelpuntrijke wedstrijd in de Eredivisie: De Graafschap - Ajax, 1-8 en sc Heerenveen - Heracles Almelo 9-0
- Meest doelpuntrijke gelijkspel in de Eredivisie: sc Heerenveen - Sparta Rotterdam, 3-3 , Roda JC - Excelsior, 3-3 Feyenoord - Heracles Almelo 3-3
- Meeste doelpunten door 1 club tijdens één wedstrijd: sc Heerenveen: 9 tegen Heracles tijdens de 7e speelronde
- Grootste thuiszege: sc Heerenveen - Heracles Almelo, 9-0
- Grootste uitzege: De Graafschap - Ajax, 1-8
- Meeste bezoekers Eredivisiewedstrijd: Ajax - VVV-Venlo: 49.126

## Spelers
- Meeste wedstrijdminuten in de Eredivisie: oa Heurelho da Silva Gomes (PSV), 3060 minuten (maximum)
- Jongste speler in de Eredivisie: Georginio Wijnaldum (Feyenoord), 16 jaar en 288 dagen tijdens thuiswedstrijd tegen NAC Breda
- Oudste speler in de Eredivisie: Rob van Dijk (sc Heerenveen), 38 jaar
- Langst niet gepasseerde keeper in de Eredivisie: Jelle ten Rouwelaar (NAC), 537 minuten
- Langst niet gepasseerde verdediging in de Eredivisie: NAC, 537 minuten
- Meeste wedstrijden "de Nul": Heurelho da Silva Gomes, 17 wedstrijden

## Doelpunten
- Meeste doelpunten in de Eredivisie: Klaas-Jan Huntelaar (Ajax), 33
- Meeste goals in een Eredivisiewedstrijd: Afonso Alves (sc Heerenveen), 7 tegen Heracles tijdens de zevende speelronde
- Meeste wedstrijden achtereen gescoord: Blaise Nkufo (FC Twente), 7
- Snelste doelpunt in de Eredivisie: Roy Makaay (Feyenoord), 18 seconden tegen Heracles Almelo tijdens de dertiende speelronde
- Snelste hattrick in de Eredivisie: Afonso Alves, 6 minuten (tussen minuut 68 en minuut 74) tijdens de wedstrijd tegen Heracles Almelo in de zevende speelronde
- Snelste eigen goal in de Eredivisie: Marnix Smit (Heracles Almelo), 14 minuten
- Meeste goals in één speelronde: 35, tijdens de dertiende speelronde

## Kaarten
- Snelste gele kaart in de Eredivisie:
- Snelste rode kaart in de Eredivisie vanaf begin wedstrijd: Tim Cornelisse (FC Utrecht), 16 minuten
- Snelste rode kaart in de Eredivisie vanaf invalsbeurt: Julian Jenner (AZ Alkmaar), na 5 minuten, 59ste minuut erin en de 64ste minuut rood
- Meeste gele kaarten tijdens het seizoen: Sigourney Bandjar (Excelsior), 10
- Meeste rode kaarten tijdens het seizoen:  1

## Transfers
- Duurste binnenlandse transfer - Luis Alberto Suárez van FC Groningen naar Ajax voor € 8,5 miljoen
- Duurste transfer van buitenland naar Eredivisie: Graziano Pellè van US Lecce naar AZ voor € 6 miljoen
- Duurste transfer van Eredivisie naar buitenland: Wesley Sneijder van Ajax naar Real Madrid voor € 27 miljoen

2007/08 · 
2008/09 · 
2009/10 · 
2010/11 · 
2011/12 · 
2012/13 · 
2013/14
Lijst van records uit de geschiedenis van de Nederlandse Eredivisie